# Cắt bụng hung
Cắt bụng hung (danh pháp hai phần: Falco severus) là một loài chim lá thuộc chi Cắt trong họ Cắt (Falconidae).
Loài này phân bố ở phía bắc tiểu lục địa Ấn Độ, qua đông Hymalaya và xuống phía nam qua Đông Dương đến miền Australasia. Nó dài 27–30 cm.